# Mannhausen
Mannhausen is een plaats en voormalige gemeente in de Duitse deelstaat Saksen-Anhalt, en maakt deel uit van de Landkreis Börde.
Mannhausen telt 306 inwoners.